# 디에고 마르틴 로드리게스
디에고 마르틴 로드리게스(스페인어: Diego Martín Rodríguez, 1989년 9월 4일, 우루과이 몬테비데오 ~ )는 우루과이 프리메라 디비시온의 축구팀 클루브 나시오날 데 푸트볼에서 수비형 미드필더로 뛰는 우루과이의 축구 선수이다.

## 클럽 경력
로드리게스는 2009년 데펜소르 스포르팅에서 선수 생활을 시작했다. 2009년 10월 27일 타쿠아렘보 FC를 상대로 데뷔전을 치렀다.

## 국가대표팀 경력

### 20세 이하 대표팀
2009년 동안에 로드리게스는 이집트에서 열린 2009년 FIFA U-20 월드컵에서 우루과이 U-20 축구 국가대표팀으로 뛰었다. 이전에 그는 베네수엘라에서 열린 2009년 남아메리카 청소년 축구 선수권 대회에서 그의 활약으로 팀을 청소년 월드컵 참가를 할 수 있게 했다.

### 22세 이하 대표팀
2011년 그는 2011년 팬아메리칸 게임에 참가하는 22세 이하 우루과이 축구 대표팀 명단에 들었다. 그는 팀의 주장이였고 토너먼트 세 경기에서 핵심적인 역할을 했다.

### 올림픽 대표팀
그는 오스카르 타바레스가 소집한 우루과이 올림픽 축구 국가대표팀네 소집되었고 영국 런던에서 열린 2012년 하계 올림픽을 9위로 마감했다.

### 성인 대표팀
2011년 11월 7일애 그는 몬테비데오에서 열린 칠레와의 월드컵 조별 예선전에 이름을 올렸다.
2011년 11월 15일에 그는 로마에서 열린 이탈리아 축구 국가대표팀과 친선전에 소집됐다.